# Maraenobiotus naticochensis
Maraenobiotus naticochensis är en kräftdjursart som beskrevs av Delachaux 1917. Maraenobiotus naticochensis ingår i släktet Maraenobiotus och familjen Canthocamptidae. Inga underarter finns listade i Catalogue of Life.